# Alexis Thambwe Mwamba
Pour les articles homonymes, voir Mwamba.
Alexis Thambwe Mwamba, né le 6 mai 1943 à Longa (province du Maniema), dans le territoire de Kasongo, est un homme politique de la république démocratique du Congo. Il est plusieurs fois ministre pendant la présidence de Joseph Kabila. Du 27 juillet 2019 au 5 février 2021, date de sa démission, il est président du Sénat de la république démocratique du Congo.

## Biographie
Thambwe Mwamba est originaire de la province du Maniema. Il est licencié en droit de l'université du Burundi et en Droit et sociologie du travail de l'université libre de Bruxelles. Il a, par ailleurs, un diplôme honoris causa de Docteur en philosophie. Il est aussi avocat au barreau de Kinshasa.
Sous l'ère Mobutu, il a été administrateur délégué et vice-président du conseil d'administration de la Société minière et industrielle du Kivu (SOMINKI)(à l'époque troisième société minière du pays), administrateur à la société nationale des chemins de fer du Zaire(SNCZ),à la Banque commerciale Zaïroise (BCZ), au conseil d'administration des Instituts supérieurs congolais (ISP), à l'association nationale des entreprises du Zaire (Aneza), à la compagnie belge de gestion minière (COGEMIN), à la compagnie financière et minière belge (COFIMINES)[pas clair], et enfin président délégué général de l'Office des douanes et accises (OFIDA).Puis ambassadeur du Zaïre en Italie.
Il est l'auteur de "Droit douanier zaïrois" (1996) et "Trois années de reconstruction" (2006)

## Carrière politique
En 1991, il devint le président-général de l'Union des démocrates indépendants (UDI), plate-forme politique créée par Kengo wa Dondo pour soutenir Mobutu dans le cadre de la Conférence nationale souveraine.
Avec l'arrivée au pouvoir de l'AFDL en mai 1997, Alexis Thambwe-Mwamba s'exile à Bruxelles, d'où il rejoint la rébellion du Rassemblement congolais pour la démocratie (RCD) qui débute en août 1998 (Deuxième guerre du Congo). Il devient chargé des relations extérieures du RCD en janvier 1999, en tant que « chef de file visible des mobutistes ralliés au RCD » comme le qualifie la journaliste belge Colette Braeckman.
Après un conflit sans solution avec le Président du RCD, il s'aligne aux côtés de Jean-Pierre Bemba avec qui il arrive à Kinshasa après les négociations de Sun City.
En vertu des Accords de Pretoria, il est ministre du Plan du gouvernement de transition du 30 juin 2003 au 16 mars 2006, date à laquelle il démissionne de ses fonctions ainsi que de son parti.
Élu député national indépendant du Maniema lors des élections législatives de 2006, il devient ministre des Affaires étrangères du gouvernement Muzito lors du remaniement ministériel du 27 octobre 2008.
Candidat indépendant à Kindu, chef-lieu de la province du Maniema, il n'est pas réélu aux législatives de 2011. 
Le 7 décembre 2014, sous un remaniement du gouvernement, il est nommé ministre de la Justice, Garde des Sceaux et Droits humains.
En 2019, il est élu sénateur du Maniema.
Alexis Thambwe Mwamba est membre du FCC de l'ancien président Joseph Kabila. À partir de mi-décembre 2020, le Cach du président Tshisekedi et le FCC de Kabila s'opposent frontalement.
Le 1er février, le procureur général près la Cour de Cassation demande au bureau du Sénat l'autorisation d'entendre Thambwa Mwamba dans une affaire de détournement de fonds publics. Le bureau du Sénat refuse. Le 3 février, le directeur de l'Inspection générale des finances demande aussi des comptes à Thambwe Mwamba sur l'utilisation de certains fonds. Ce dernier est alors menacé de destitution mais démissionne de la présidence du Sénat avant le début de la procédure de destitution,.

## Implication dans le trafic de coltan
Interviewé en février 1999 par Colette Braeckman, Alexis Thambwe Mwamba, alors chargé des relations extérieures du Rassemblement Congolais pour la Démocratie (RCD), déclare « Les régions où nous opérons sont riches en or, en minéraux précieux ou stratégiques. Bien gérées, ces ressources suffisent amplement à soutenir l'effort de guerre. Il s'agit d'une guerre de pauvres qui se livre sans grands moyens. ». En janvier 2003, alors que sa nomination comme ministre a déjà été annoncée trois semaines plus tôt, le juge d'instruction belge Michel Claise dénonce officiellement au Parquet des pratiques de blanchiment d'argent dans le chef d'Alexis Thambwe Mwamba, dans le cadre d'un réseau au départ du Sud-Kivu, en relation avec l'exploitation du Coltan. La République démocratique du Congo s'était portée partie civile dans ce dossier portant sur le blanchiment de dizaines de millions de dollars.

## Affaire Tshibangu Kalala
Le professeur Tshibangu Kalala, président du parti « Congo Mon Beau Pays » de la Majorité présidentielle, est incarcéré le mardi 29 septembre 2015 à la prison centrale de Makala. Le Parquet général de la République qui l'a emprisonné sur injonction du ministre de la Justice Alexis Thambwe Mwamba, le poursuit pour « rétention illicite de certains documents et abus de confiance » dans le cadre du procès remporté par la RDC contre l'Ouganda devant la Cour internationale de justice en 2005. Selon l'Avocat général de la République, Thomas Shakira, Tshibangu refuse de remettre au ministère de la Justice les documents relatifs à ce litige.
La défense de Tshibangu soutient qu'il conditionnait la restitution de ces documents au paiement de ses honoraires ou le cas échéant à la conclusion d'une convention d'honoraire,.
Bénéficiant du soutien du barreau de Kinshasa, des barreaux francophone et germanophone de Belgique, du barreau de Bruxelles, de l'ACAJ (association congolaise pour l’accès à la justice) ainsi que de divers partis politiques et associations issus de la société civile, les avocats du barreau de Kinshasa/Gombe avaient décidé de ne plus plaider pour les intérêts de l’État congolais en solidarité avec Me Tshibangu Kalala, au travers de leurs résolutions prises le 13 octobre 2015, réunis en assemblée générale ordinaire.
Thambwe Mwamba prononce un discours devant l'assemblée nationale fustigeant « l'audace d'un homme qui a pris en otage la république ».
Tshibangu est libéré le mardi 24 novembre 2015, au lendemain de la restitution des documents au gouvernement congolais.

## Vie privée
Alexis Thambwe Mwamba est marié et père de 7 enfants[réf. souhaitée].
Il a également un fils avec Wivine Moleka.